# 安井龍太
安井龍太（やすい りゅうた、1989年12月6日 - ）は、ジャパンラグビーリーグワン横浜キヤノンイーグルスに所属するラグビー選手。

## プロフィール
- 京都府京都市出身。
- ポジションはフランカー(FL)。
- 身長 187 cm、体重 105 kg
- 日本代表キャップは2。（2015年6月現在）
- 7人制日本代表に選ばれたことがある[1]。
- U20日本代表に選ばれたことがある。
- ニックネームはヤスイ、やっさん、ヤス。

## 略歴
12歳からラグビーを始めた。
2008年、東海大仰星高校卒業後、東海大学に入学する。なお東海大仰星高校時代に花園で1回優勝を経験している。
2011年、東海大学体育会ラグビーフットボール部の主将に就任した。
2012年、東海大学卒業後、神戸製鋼コベルコスティーラーズ(現・コベルコ神戸スティーラーズ)に加入。同年9月1日に行われたジャパンラグビートップリーグ第1節の近鉄ライナーズ戦に先発で公式戦初出場を果たす。
2013年5月11日に行われたアジア5カ国対抗2013UAE戦で日本代表初キャップを獲得した。
2020年、キヤノンイーグルス(現・横浜キヤノンイーグルス)に加入。

## MV出演
- Carnavacation「だれも知らない」[7]。